# Ferdinand Stolle

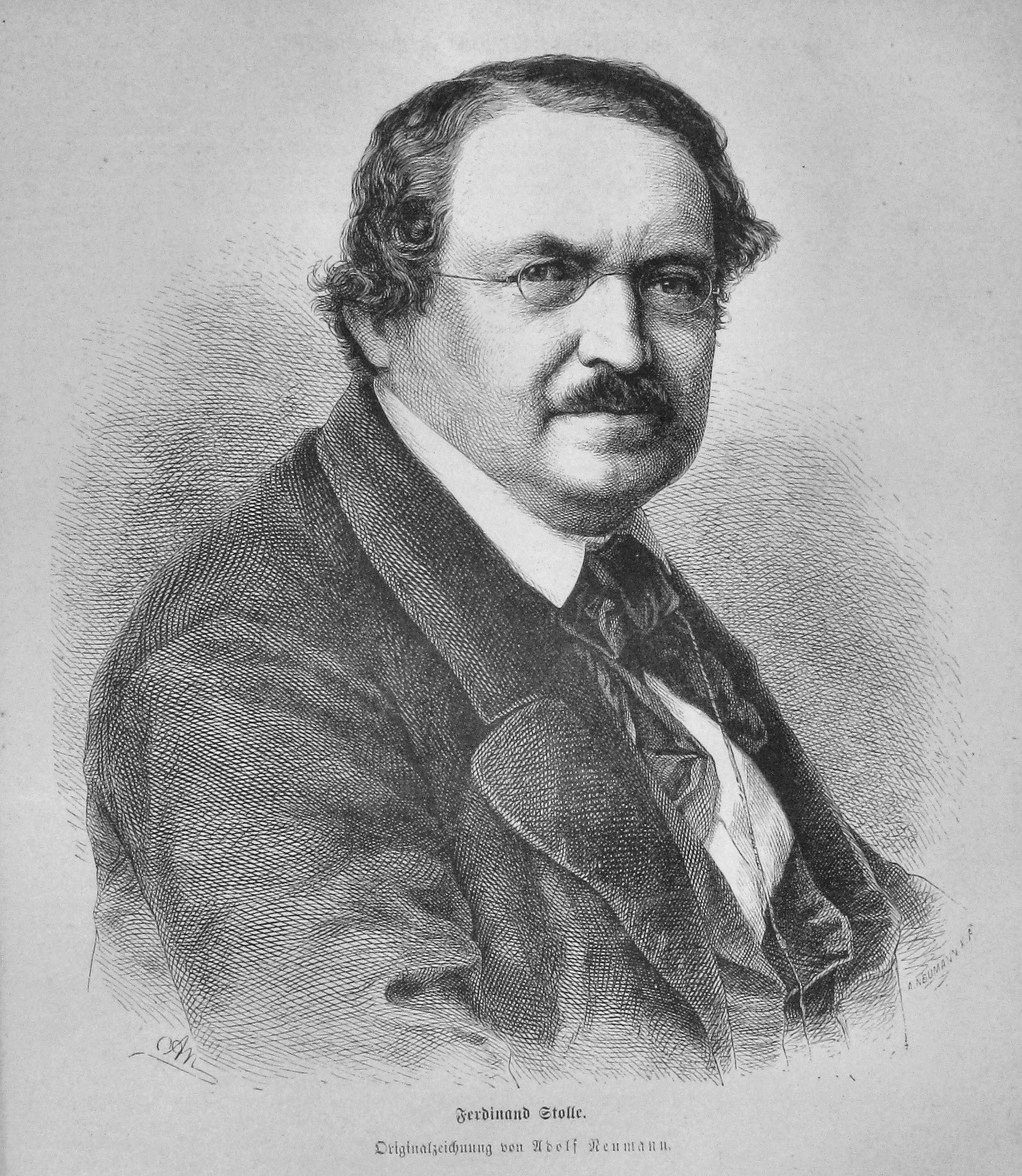
Ferdinand Stolle

Ferdinand Stolle, eigentlich Ferdinand Ludwig Anders (* 28. September 1806 in Dresden; † 29. September 1872 ebenda), war ein deutscher Schriftsteller und Journalist.

## Leben
Stolle, Sohn eines kurfürstlichen Postillions, wurde schon als Kind Vollwaise. 1810 verlor er seine Mutter, 1813 starb sein Vater. Ein kinderloser Schwager der Mutter, der Dresdener Kommunalbeamte Christian Samuel Stolle, adoptierte ihn 1814. Bei diesem Onkel, dessen Familiennamen er aus Dankbarkeit annahm, wuchs Stolle auf und besuchte bis 1826 die Dresdener Kreuzschule. Seit 1827 studierte er Rechtswissenschaften an der Universität Leipzig, brach aber 1832 sein Studium ab. Da ihm sein Onkel deswegen jede weitere finanzielle Unterstützung versagte, musste Stolle seitdem seinen Lebensunterhalt durch literarische und journalistische Arbeiten bestreiten. 1832 wurde er Redakteur der Leipziger Sachsenzeitung. Blätter zur Besprechung des Gemeinwohls, zur Erörterung über Gesetzgebung, Staats- und Kirchenverfassung, sowie zur Unterhaltung und Mittheilung über Literatur, Kunst und Industrie, die 1834 verboten wurde. Da ihm aus politischen Gründen die Ausweisung aus Leipzig drohte, zog er 1834 nach Grimma, wo er bis zu seiner Rückkehr nach Dresden 1855 blieb. Hier in Grimma lebte er als Redakteur und Herausgeber belletristischer Blätter und als freier Schriftsteller.
Stolle rief 1842 das humoristisch-politische Volksblatt Der Dorfbarbier ins Leben, das bis 1866 erschien. Außerdem war er Mitbegründer und langjähriger Redakteur der 1853 gegründeten Familienzeitschrift Die Gartenlaube – Stolle zeichnet bis 1862 als Herausgeber, da dessen eigentlichem Gründer Ernst Keil aufgrund einer Strafe für Pressevergehen die bürgerlichen Ehrenrechte aberkannt worden waren und Keil somit nicht als Herausgeber einer Zeitschrift fungieren durfte. Stolle verfasste zahlreiche historische Romane sowie Zeitromane, Erzählungen und Gedichte. In Deutsche Pickwickier. Komischer Roman aus den Jahren 1830–32 (3 Bde., 1839) setzt er sich kritisch-satirisch mit den kleinstädtisch-provinziellen Verhältnissen in Deutschland auseinander. Als Vorbild für das hier geschilderte fiktive Städtchen Neukirchen dienten ihm Grimma und seine Bewohner. Mehrere seiner Romane widmen sich dem von ihm bewunderten Napoleon Bonaparte und der Zeit der sogenannten Befreiungskriege. Stolle hat damit literarisch den Napoleon-Mythos in Deutschland gefördert, zumal diese Romane bei einem breiten Lesepublikum sehr beliebt waren. Drei der Napoleon-Romane wurden im 20. Jahrhundert nochmals aufgelegt und erschienen in von Friedrich Wencker-Wildberg gekürzten und bearbeiteten Ausgaben.

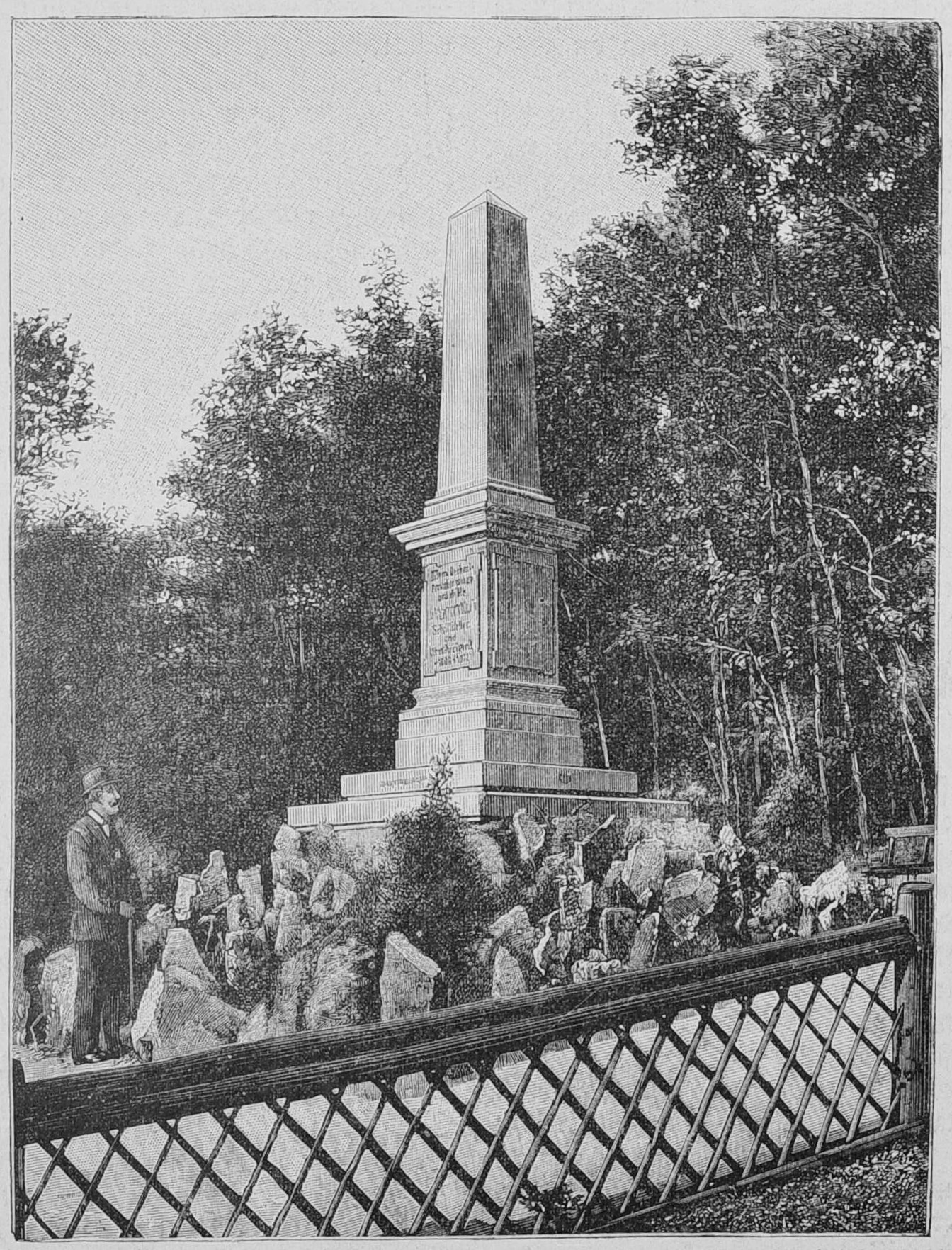
Ferdinand Stolle-Denkmal im Stadtwald Grimma 1895

In Grimma gibt es in der Paul-Gerhardt-Straße 15 das „Stollehaus“, in dem der Schriftsteller von 1848 bis 1855 wohnte. Am 1. Juni 1895 wurde Stolle im Stadtwald von Grimma ein Denkmal gesetzt, auf dem die von ihm verfassten, einst populären Verse aus seinem Gedicht Grimma zu lesen sind: „Im Tale, wo die Mulde fließt, da liegt ein Städtlein fein, das niemand wieder gern vergißt, der einmal dort kehrt ein.“

## Werke
- Blüten und Perlen. Die herrlichsten der ächten deutschen Lyrik in ein Diadem gewunden für Deutschlands sinnige Frauen. Christian Ernst Kollmann, Leipzig 1831
- Sachsens Hauptstädte. Ein humoristisch-politisches Doppelpanorama. Theil 1–2. Wigand, Leipzig 1834–35
  - Teil 1: Das neue Leipzig nebst einer Kreuzthurminspiration über Dresden. (1834)
  - Teil 2:  Die sächsische Revolution oder Dresden und Leipzig in den Jahren 1830 und 1831. (1835)
- Der Weltbürger. Ein historischer Roman aus den Jahren 1830–32. Meissner, Leipzig 1839
- Gedichte. Grimma, „in Commission des Verlags-Comptoirs“, 1847
- Ausgewählte Schriften. Volks- und Familienausgabe. Bd. 1–30. Keil, Leipzig 1853–65
  - Bd. 1: Camelien. Novellen und Erzählungen
  - Bd. 3–4: Napoleon in Egypten. Historisch-romantisches Gemälde
  - Bd. 5: Moosrosen. Novellen und Erzählungen, Bd. 1
  - Bd. 6–8: Deutsche Pickwickier. Komischer Roman
  - Bd. 9: Je länger je lieber. Phantasiestücke und Erzählungen, Bd. 1
  - Bd. 10–12: 1813. Historischer Roman
  - Bd. 13–15: Elba und Waterloo. Historischer Roman
  - Bd. 16: Moosrosen. Novellen und Erzählungen, Bd. 2
  - Bd. 17–18: Die Erbschaft in Kabul. Komischer Roman
  - Bd. 19: Camelien. Novellen und Erzählungen, Bd. 2
  - Bd. 20–22: Der neue Cäsar. Ein Seitenstück zu „1813“ und „Elba und Waterloo“
  - Bd. 23: Je länger je lieber. Phantasiestücke und Erzählungen, Bd. 2
  - Bd. 24: Lieder und Gedichte nebst lebensgeschichtlichen Umrissen
  - Bd. 25–27 (Supplementbd. 1–3): Der Weltbürger. Historischer Roman aus den Jahren 1830–1832
  - Bd. 28 (Supplementbd. 4): Moosrosen. Novellen und Erzählungen, Bd. 3
  - Bd. 29–30 (Supplementbd. 5–6): Die Deutschen Pickwickier auf Reisen. Lustiges Seitenstück zu dem lustigen Buche „Deutsche Pickwickier“
- Ausgewählte Schriften. Volks- und Familienausgabe. Neue Folge. Schröter, Plauen 1865
  - Bd. 1–3: Die weiße Rose. Geheimnisse aus dem Serail. Morgenländischer Roman
  - Bd. 4–7: Die Granitcolonne von Marengo
  - Bd. 8–9: Frühlingsglocken. Erzählungen und Novellen
  - Bd. 10–12: Der König von Tauharawi. Launiger Roman

Neuausgaben:
- 1813. Historischer Roman. Mit einer Einleitung von Friedrich Wencker. Berlin 1913
- Elba und Waterloo. Historischer Roman. Mit einer Einleitung von Friedrich Wencker. Berlin 1913
- 1813. Geschichtlicher Roman aus den Befreiungskriegen. Neu bearb. u. hrsg. von Friedrich Wencker-Wildberg. Berlin [1938]
- Elba und die Hundert Tage. Historischer Roman. Neu bearbeitet u. hrsg. von Friedrich Wencker-Wildberg. Berlin [1938]
- Geist ist in Leipzig aber etwas sehr Rares. Ein literarisches Stadtporträt aus dem Jahr 1834. Steffen Verlag, Berlin 2018. ISBN 978-3-941683-95-2